# 辛辛那提大学法学院
辛辛那提大学法学院（University of Cincinnati College of Law）是一所位于美国俄亥俄州辛辛那提的法学院，附属于辛辛那提大学。该院创建于1833年。该院在《美国新闻与世界报道》的法学院排名中排到83名。